# Ремина
Ремина (транслит.) јесте манга коју је написао и илустровао Џунџи Ито. Објављивала се од 2004. до 2005. године у Шогакукановој ревији . Поглавља су сакупљена у један том.

## Радња
Ремина Огуро је ћерка научника који је открио одбеглу планету. Он назива планету по њој, због чега постаје славна. Међутим, убрзо се сазнаје да ће се планета Ремина сударити са Земљом, и свет захвата страх и лудило. 

## Издаваштво
Мангу Ремина написао је и илустровао Џунџи Ито. Објављивала се од 16. августа 2004. до 24. јуна 2005. године у Шогакукановој ревији . Поглавља су 30. августа 2005. године сакупљена у један танкобон.
У Србији, издавачка кућа Дарквуд је 2024. године превела мангу на српски језик.

### Списак томова
| Бр. | Првобитни датум издања | Првобитни     | Датум издања на српском | на српском        |
| --- | ---------------------- | ------------- | ----------------------- | ----------------- |
| 1 | 30. август 2005.       | 4-09-186083-4 | 9. мај 2024.            | 978-86-6163-684-4 |
| \| - Прво поглавље: „Огавна планета” (おぞましき星 ) - Друго поглавље: „Потера за девојком” (美少女狩り ) - Треће поглавље: „Богиња пошасти” (疫病神 ) - Четврто поглавље: „Сенка језика” (舌の影 ) - Пето поглавље: „Планета која лиже” (舐める星 ) - Последње поглавље: „Бескрајна празнина” (果てしない真空 ) - „Армија усамљених” (億万ぼっち ) \| |                        |               |                         |                   |
| - Прво поглавље: „Огавна планета” (おぞましき星 ) - Друго поглавље: „Потера за девојком” (美少女狩り ) - Треће поглавље: „Богиња пошасти” (疫病神 ) - Четврто поглавље: „Сенка језика” (舌の影 ) - Пето поглавље: „Планета која лиже” (舐める星 ) - Последње поглавље: „Бескрајна празнина” (果てしない真空 ) - „Армија усамљених” (億万ぼっち )       |                        |               |                         |                   |

## Спољашњи извор
- Ремина (манга) на веб-сајту